# Demerara
Demerara (anglicky Demerara River) je řeka v Guyaně v Jižní Americe. Je dlouhá přibližně 350 km. Povodí má rozlohu přibližně 6 000 km².

## Průběh toku
Řeka teče na sever v dolině zarostlé tropickým vlhkým lesem. Ústí do Atlantského oceánu u města Georgetown.

## Vodní režim
V létě dochází k povodním.

## Využití
Lodní doprava je možná do vzdálenosti 160 km od ústí. V údolí řeky jsou naleziště bauxitu.